# Nukuhiva adamsoni
Pour l’article homonyme, voir Nuku Hiva.
Genre
Espèce
Synonymes
- Dolomedes adamsoni Berland, 1933

Nukuhiva adamsoni, unique représentant du genre Nukuhiva, est une espèce d'araignées aranéomorphes de la famille des Lycosidae.

## Distribution
Cette espèce est endémique des îles Marquises en Polynésie française. Elle se rencontre sur Nuku Hiva et Ua Huka.

## Description
Les femelles mesurent de 9,33 à 11,05 mm.

## Étymologie
Cette espèce est nommée en l'honneur d'Alastair Martin Adamson (1901-1945).

## Publications originales
- Berland, 1933 : Araignées des Iles Marquises. Bernice P. Bishop Museum Bulletin, vol. 114, p. 39-70 (texte intégral).
- Berland, 1935 : Nouvelles araignées marquisiennes. Bernice P. Bishop Museum Bulletin, vol. 142, p. 31-63 (texte intégral).